# Limacella
Genre
Limacella est un genre de champignons de la famille des Amanitaceae. 
Les espèces du genre Limacella sont fortement différenciées du genre Amanita par leur mode de développement. Un voile membraneux partiel est présent chez certaines espèces.[réf. nécessaire]

## Liste d'espèces
Selon Catalogue of Life (29 octobre 2013) :
- Limacella alachuana
- Limacella anomologa
- Limacella arida
- Limacella asperulospora
- Limacella bentista
- Limacella broadwayi
- Limacella delicata
- Limacella floridana
- Limacella fulvodisca
- Limacella furnacea
- Limacella glischra
- Limacella grisea
- Limacella guttata
- Limacella illinita
- Limacella kauffmanii
- Limacella laeviceps
- Limacella macmurphyi
- Limacella megalopoda
- Limacella myochroa
- Limacella myxodictyon
- Limacella oaxacana
- Limacella oblita
- Limacella ochraceolutea
- Limacella ochraceorosea
- Limacella olivaceobrunnea
- Limacella persoonii
- Limacella pitereka
- Limacella quilonensis
- Limacella rhodopus
- Limacella roseicremea
- Limacella roseofloccosa
- Limacella singaporeana
- Limacella solidipes
- Limacella steppicola
- Limacella subfurnacea
- Limacella subglischra
- Limacella subillinita
- Limacella subpessundata
- Limacella taiwanensis
- Limacella whereoparaonea

Selon Index Fungorum (29 octobre 2013) :
- Limacella alachuana (Murrill) Pegler 1983
- Limacella anomologa (Berk. & Broome) Pegler 1986
- Limacella arida (Gillet) Konrad & Maubl. 1926
- Limacella asperulospora Corner 1994
- Limacella bentista (Morgan) Murrill 1914
- Limacella broadwayi (Murrill) H.V. Sm. 1966
- Limacella delicata (Fr.) H.V. Sm. 1945
- Limacella floridana (Murrill) H.V. Sm. 1945
- Limacella fulvodisca (Peck) Murrill 1912
- Limacella furnacea (Letell.) E.-J. Gilbert 1928
- Limacella glischra (Morgan) Murrill 1914
- Limacella grisea Singer 1989
- Limacella guttata (Pers.) Konrad & Maubl. 1949
- Limacella illinita (Fr.) Maire 1933
- Limacella kauffmanii H.V. Sm. 1945
- Limacella laeviceps (Speg.) Raithelh. 1980
- Limacella macmurphyi Murrill 1912
- Limacella megalopoda (Bres.) Maire 1926
- Limacella myochroa Pegler 1983
- Limacella myxodictyon (Berk. & Broome) Pegler 1986
- Limacella oaxacana Singer 1958
- Limacella oblita (Peck) Murrill 1914
- Limacella ochraceolutea P.D. Orton 1969
- Limacella ochraceorosea (Béguet & Bon) Neville & Poumarat 2004
- Limacella olivaceobrunnea Hongo 1978
- Limacella persoonii (Fr.) Konrad & Maubl. 1926
- Limacella pitereka Grgur. 1997
- Limacella quilonensis Sathe & J.T. Daniel 1981
- Limacella rhodopus (Bres.) Pegler 1966
- Limacella roseicremea Murrill 1912
- Limacella roseofloccosa Hora 1960
- Limacella roseola Murrill 1943
- Limacella singaporeana Corner 1994
- Limacella solidipes (Peck) H.V. Sm. 1945
- Limacella steppicola Zerova & Wasser 1988
- Limacella steppicola Zerova 1974
- Limacella subfurnacea Contu 1990
- Limacella subglischra (S. Imai) S. Ito 1959
- Limacella subillinita Guzmán 1974
- Limacella subpessundata (Murrill) Singer 1942
- Limacella taiwanensis Zhu L. Yang & W.N. Chou 2002
- Limacella whereoparaonea G.S. Ridl. 1993

Selon NCBI (29 octobre 2013) :
- Limacella glioderma
- Limacella glischra
- Limacella illinita